# Lockerblütiges Rispengras
Das Entferntblütige Rispengras (Poa remota), auch Entferntähriges Rispengras oder Lockerblütiges Rispengras genannt ist eine Pflanzenart aus der Gattung Rispengräser (Poa) innerhalb der Familie der Süßgräser (Poaceae).

## Beschreibung

### Vegetative Merkmale
Das Entferntblütige Rispengras ist eine ausdauernde krautige Pflanze, die Wuchshöhen von 50 bis 120 (bis 150) Zentimetern erreicht. Es bildet lockere Horste. Die Halme sind ziemlich dick und am Grunde stark seitlich abgeflacht.
Die wechselständig am Halm angeordneten Laubblätter sind in Blattscheide und Blattspreite gegliedert. Die Blattscheiden sind fast bis obenhin geschlossen. Das Blatthäutchen ist ein 2,5 bis 4 Millimeter langer häutiger Saum. Die Blattspreiten sind 7 bis 9 Millimeter breit, flach ausgebreitet, plötzlich zugespitzt und vorne kapuzenförmig.

### Generative Merkmale
Die Blütezeit reicht von Juni bis Juli. Das Entferntblütige Rispengras bildet rispige Blütenstände. Die Rispe ist 20 bis 30 Zentimeter lang, sehr locker und ausgebreitet. Die untersten Seitenäste gehen zu drei bis fünf von der Hauptachse ab, sie sind weit abstehend und bis zu 15 Zentimeter lang. Die Ährchen sind 6 bis 7 Millimeter lang und grün, selten schwach violett überlaufen und enthalten zwei bis vier Blüten. Die Hüllspelzen sind dreinervig und untereinander fast gleich. Die Deckspelzen sind fünfnervig und 3 bis 5 Millimeter lang, lanzettlich und kahl. Die Vorspelzen sind zweinervig und fast so lang wie die Deckspelzen. Die Staubbeutel sind 1,6 bis 2 Millimeter lang.
Die Chromosomenzahl beträgt 2n = 14.

## Vorkommen
Poa remota ist von Europa bis zum Kaukasusraum, bis Zentralasien und bis Xinjiang verbreitet. Poa remota fehlt in Westeuropa und erreicht in der Schweiz die Westgrenze ihrer Verbreitung. Die Art hat in Europa Vorkommen in den Ländern Norwegen, Schweden, Finnland, Russland, Belarus, Estland, Dänemark, Deutschland, Polen, Litauen, Tschehein, Slowakei, Ukraine, Schweiz, Italien, Österreich, Ungarn, Rumänien, Slowenien und Kroatien.
Poa remota steigt in den deutschen Alpen bis in eine Höhenlage von 970 Metern, im Erzgebirge bis 1000 Metern auf. In Graubünden steigt Poa remota bei Zernez bis in eine Höhenlage von 1760 Metern auf.
Das Lockerblütige Rispengras gedeiht in Mitteleuropa in Auenwäldern oder Schluchtwäldern der montanen Höhenstufe auf sickerfeuchten, nährstoffreichen und basenreichen, milden bis neutralen, humosen, lockeren Lehm- oder Tonböden. Es ist eine Charakterart des Verbands Alno-Ulmion.
Die ökologischen Zeigerwerte nach Landolt et al. 2010 sind in der Schweiz: Feuchtezahl F = 4w+ (sehr feucht aber stark wechselnd), Lichtzahl L = 3 (halbschattig), Reaktionszahl R = 4 (neutral bis basisch), Temperaturzahl T = 3 (montan), Nährstoffzahl N = 3 (mäßig nährstoffarm bis mäßig nährstoffreich), Kontinentalitätszahl K = 2 (subozeanisch).

## Taxonomie
Die Erstbeschreibung von Poa remota erfolgte 1807 durch Jacob Henrik af Forselles (1785–1855) in Acta Inst. Linn. Upsal., Band 1, Tafel 1. Das Artepitheton remota bedeutet „entfernt stehend“. Synonyme für Poa remota Forselles sind: Glyceria remota (Forselles) Fr., Poa sudetica var. remota (Forselles) Fr., Poa asiaeminoris H.Scholz & Byfield.